# Сен-Лоран (Верхняя Гаронна)
Сен-Лора́н (фр. Saint-Laurent, окс. Sent Laurenç) — коммуна во Франции, находится в регионе Юг — Пиренеи. Департамент — Верхняя Гаронна. Входит в состав кантона Л’Иль-ан-Додон. Округ коммуны — Сен-Годенс.
Код INSEE коммуны — 31494.

## География
Коммуна расположена приблизительно в 630 км к югу от Парижа, в 65 км к юго-западу от Тулузы.
По территории коммуны протекает река Сав.

## Климат
Климат умеренно-океанический. Зима мягкая и снежная, весна характеризуется сильными дождями и грозами, лето сухое и жаркое, осень солнечная. Преобладают сильные юго-восточные и северо-западные ветры.
| Показатель                    | Янв. | Фев. | Март | Апр. | Май  | Июнь | Июль | Авг. | Сен. | Окт. | Нояб. | Дек. | Год   |
| ----------------------------- | ---- | ---- | ---- | ---- | ---- | ---- | ---- | ---- | ---- | ---- | ----- | ---- | ----- |
| Средний суточный максимум, °C | 9,4  | 11,2 | 14,0 | 16,2 | 20,5 | 24,2 | 27,6 | 27,5 | 24,2 | 18,9 | 13,0  | 10,1 | 18,1  |
| Средний суточный минимум, °C  | 2,2  | 3,2  | 4,5  | 6,5  | 10,3 | 13,3 | 15,7 | 15,9 | 12,9 | 9,6  | 5,2   | 3,3  | 8,6   |
| Норма осадков, мм             | 51,7 | 51,3 | 53,8 | 66,8 | 77,2 | 64,4 | 45,4 | 50,5 | 52,2 | 52,3 | 50,7  | 52,2 | 668,5 |
| Источник: Météo France        |      |      |      |      |      |      |      |      |      |      |       |      |       |

## Население
Население коммуны на 2010 год составляло 168 человек.
| 1962 | 1968 | 1975 | 1982 | 1990 | 1999 | 2010 |
| ---- | ---- | ---- | ---- | ---- | ---- | ---- |
| 228  | 205  | 177  | 136  | 141  | 157  | 168  |

## Администрация
| Период | Период | Фамилия      | Партия       | Примечания |
| ------ | ------ | ------------ | ------------ | ---------- |
| 1985   | 2001   | Ги Барус     | беспартийный | фермер     |
| 2001   | 2008   | Дидье Олерон | беспартийный | инструктор |
| 2008   | 2014   | Андре Клерк  | беспартийный |            |
| 2014   | 2020   | Даниэль Питу | беспартийный |            |

## Экономика
В 2010 году среди 93 человек трудоспособного возраста (15—64 лет) 65 были экономически активными, 28 — неактивными (показатель активности — 69,9 %, в 1999 году было 54,3 %). Из 65 активных жителей работали 63 человека (36 мужчин и 27 женщин), безработных было 2 (1 мужчина и 1 женщина). Среди 28 неактивных 6 человек были учениками или студентами, 10 — пенсионерами, 12 были неактивными по другим причинам.

## Достопримечательности
- Церковь Св. Лаврентия (XIII—XIV века). Исторический памятник с 2001 года[4]

## Фотогалерея
- Сен-Лоран
- Сен-Лоран
- Мэрия и школа
- Церковь Св. Лаврентия
- Зал для торжественных мероприятий
- Военный мемориал